# Il conte di Montecristo (film 1975)
Il conte di Montecristo (The Count of Monte-Cristo) è un film televisivo del 1975 diretto da David Greene.
Ennesima versione visiva dell'omonimo romanzo di Dumas dopo quella del 1929 (Il conte di Montecristo), quella del 1934 (Il conte di Montecristo), quella del 1943 (Il conte di Montecristo), quella del 1954 (Il conte di Montecristo) e quella del 1961 (Il conte di Montecristo).

## Trama
Incastrato da chi credeva amico, Edmond Dantès passa quattordici anni nella prigione d'If. Evaso e impossessatosi del favoloso tesoro di Montecristo, di cui gli aveva parlato l'abate Faria, tornerà a Parigi per vendicarsi dei suoi nemici, ma non riuscirà a ritrovare l'amore della donna che avrebbe dovuto sposare prima dell'arresto, la bella Mercedes.

## Produzione
Film TV prodotto dalla ITC, in originale durava 120 minuti.

## Premi
Richard Chamberlain e Trevor Howard ebbero due candidature all'Emmy.